# Livry-sur-Seine
Livry-sur-Seine är en kommun i departementet Seine-et-Marne i regionen Île-de-France i norra Frankrike. Kommunen ligger i kantonen Melun-Sud som tillhör arrondissementet Melun. År 2022 hade Livry-sur-Seine 2 224 invånare.

## Befolkningsutveckling
Antalet invånare i kommunen Livry-sur-Seine
| Referens: INSEE |